# 西田宣善
西田 宣善（にしだ のぶよし 1963年7月29日 - ）は、日本の映画プロデューサー・監督、編集者、出版社経営者。

## 人物
京都市生まれ。京都市立御室小学校、京都市立双ヶ丘中学校、京都府立嵯峨野高等学校を経て、1987年、明治大学文学部文学科（文芸学専攻）卒業。株式会社キネマ旬報社、株式会社ゼアリズなどを経て、独立。有限会社オムロ代表。父、西田智（にしだ さとる）は溝口健二組の俳優として「武蔵野夫人」「新・平家物語」などに出演している。母方の祖父は元長崎県知事の西岡竹次郎。伯父（母の兄）は元文部大臣、元参議院議長の西岡武夫。映画を志す前は、熱心な切手収集家であった。
日本映画製作者協会会員。日本映画プロフェッショナル大賞選考委員。日本アカデミー賞協会会員。東京フィルムセンター映画・俳優専門学校にて講師（プロデュース、配給宣伝、ライター基礎）を務めた。
2020年から22年にかけて、多摩美術大学芸術学科、日本大学芸術学部、母校である明治大学大学院にてゲスト講師を務めた。

## 略歴
- 1975年 御室郵趣会設立。「すたんぷ」創刊。1981年まで35号を発行。
- 1979年 京都府立嵯峨野高校入学。ワンダーフォーゲル部に所属。全国ジュニア切手展で「國寶」佳作入選。
- 1980年 はじめて8ミリのキャメラを手にする。全国ジュニア切手展で「鉄道の世界」銀賞を受賞。
- 1981年 8ミリでの初の監督作品『ホムルンクス』を共同監督・主演。全国ジュニア切手展で「鉄道の動力」銀銅賞を受賞。
- 1982年 高校を卒業。大学受験に失敗し、京都で浪人生活を送る。予備校は、大島渚監督が理事を務めていた京都学院。
- 1983年 明治大学文学部入学。駿台映画製作研究部に入部。
- 1984年 長編映画『piece of mind』を製作。PFF（ぴあフィルムフェスティバル）は落選し、文芸地下での上映作品はすべて見る。
- 1985年 初の長編『VIRIDIAN ROAD』を脚本・監督。脚本を作家の辻真先に評価される。PFFでは、最初の予選を通過するが、次の段階で落選し、入選は遠かった。PFFの映写技師をしていた山崎幹夫の『極星』の編中に、エンディングの音楽が引用される。
- 1986年 中編『中国好きな娘』を監督。PFF（ぴあフィルムフェスティバル）では、やはり落選するが、印象に残った作品として、小口詩子に言及される。
- 1987年 明治大学を卒業。油業報知新聞社で長期アルバイト。
- 1988年 株式会社キネマ旬報社にアルバイト入社。「日本映画テレビ監督全集」を編集。ぴあ株式会社（PFF事務局）でアルバイト。「環太平洋映画祭1989」パンフレットを編集。
- 1989年 株式会社ゼアリズ入社。映画・イベントの宣伝、ライターを担当する。最後に宣伝を担当したのがクリント・イーストウッド監督『ホワイトハンター　ブラックハート』。
- 1990年 株式会社キネマ旬報社と契約。「映画ビデオイヤーブック1991」編集。
- 1991年 株式会社キネマ旬報社入社。「溝口健二集成」「映画ビデオイヤーブック1992」編集。「キネマ旬報」本誌にて、淀川長治、蓮實重彦による溝口健二に関する対談を企画、構成。
- 1992年 別冊•単行本担当からキネマ旬報本誌へ異動するが、直後に、株式会社キネマ旬報社を退社。退社後に、『紅の豚』『バットマン・リターンズ』巻頭特集の編集を担当。７月31日、有限会社オムロピクチャーズ設立。東京都千代田区神保町に事務所。初の16ミリ短編映画『ウィリアム・テロル, タイ・ブレイク』を製作（公開は1994年）。
- 1995年 映画『冬の河童』公開。ロッテルダム国際映画祭第1回タイガー・アワード受賞。この時、初の海外渡航。ロッテルダム、アムステルダム、パリを回る。キネマ旬報増刊で、「世界映画オールタイムベストテン」「日本映画オールタイムベストテン」「宮崎駿、高畑勲とスタジオジブリのアニメーションたち」の編集を担当、いずれも大きく売り上げる。
- 1996年 有限会社オムロピクチャーズ内に、函館山ロープウェイ映画祭東京事務局開設。第1回シナリオ大賞。
- 1997年 株式会社キネマ旬報社発行「フィルムメーカーズ」シリーズ創刊、①はリュック・ベッソン。佐相勉と共編著「映畫読本　溝口健二」刊行。第１回京都映画祭東京広報事務所。
- 1998年 「フィルムメーカーズ②北野武」（淀川長治責任編集）は4万部以上を売り上げる大ヒット。
- 1999年 第2回京都映画祭では、東京広報事務所の他、デザインワーク全般、カタログ編集も担当。
- 2001年 有限会社オムロピクチャーズ、有限会社オムロと改称。東京都新宿区矢来町に事務所移転。函館山ロープウェイ映画祭、函館港イルミナシオン映画祭と改称、東京事務局を続ける。キネマ旬報社での「フィルムメーカーズ」シリーズ終刊。
- 2002年 株式会社日本出版社発行の映画カルチャー雑誌「C +（シープラス）」創刊（2号まで）。川崎市市民ミュージアムにて開催の「夢幻彷徨　映画美術監督木村威夫の世界」企画協力。映画インタビュー雑誌「映画人」（辰巳出版）編集長（創刊号で終了）。
- 2003年 配給した映画『ラストシーン』中田秀夫監督が芸術選奨文部科学大臣新人賞を受賞。
- 2005年 太秦株式会社設立。エグゼクティブ・プロデューサーに就任（後に辞任）。
- 2006年 企画開発した『クローンは故郷をめざす』がサンダンスNHK映像作家賞を受賞。授賞式出席のため、中嶋莞爾監督とサンダンス映画祭を訪れる。同賞の審査委員長であったヴィム・ヴェンダースに、同作のエグゼクティブ・プロデューサーを依頼する。
- 2013年 企画編集を担当した「溝口健二著作集」発行。のち、イタリア語版の翻訳権を契約。
- 2014年 プロデュースした映画『リベンジポルノ』公開。ヒットして、シリーズ化され、3作目までプロデューサーを務める。
- 2015年 「キネマ旬報」本誌にて、蓮實重彦、青山真治による「溝口健二著作集」に関する対談を企画、司会、構成。
- 2016年 映画『無伴奏』公開。サハリン国際映画祭にて審査員特別賞受賞。映画『レミングスの夏』公開。函館港イルミナシオン映画祭第１回オーディエンスアワード（観客賞）受賞。
- 2017年 有限会社オムロ、京都市移転。拠点を京都市に移す。
- 2018年 株式会社宮帯出版社入社。企画編集を担当した「フィルムメーカーズ」復刊。復刊１巻目はスティーブン・スピルバーグ。
- 2019年 映画『嵐電』公開、京都では大ヒット、全国でも単館規模ではヒットする。高崎映画祭、TAMA映画賞にて最優秀作品賞を受賞。キネマ旬報ベスト・テン第9位。映画芸術ベストテン第4位。シネマヴェーラ渋谷でのキム・ギヨン特集のパンフレットを編集。
- 2020年 宮帯出版社退社。多摩美術大学芸術学科にて、ゲスト講師を勤める。
- 2021年 映画配信メディア「鳴滝」を立ち上げ、主宰に就任。日本大学芸術学部にて、ゲスト講師を勤める。ミヤオビピクチャーズにてプロデューサーを担当した映画『信虎』公開。特殊メイクの江川悦子が芸術選奨文部科学大臣賞を受賞。マドリード国際映画祭最優秀監督賞、最優秀衣裳賞を受賞。シネマヴェーラ渋谷での勅使河原宏特集、新・文芸坐での熊井啓特集をそれぞれ企画。
- 2022年 配給作品『森のムラブリ』公開。国立映画アーカイブでの石田民三小特集を企画。長塚圭史演出によるミュージカル「夜の女たち」パンフレットにおいて、溝口健二と同監督によるオリジナル映画について執筆。明治大学大学院にて、ゲスト講師を勤める。
- 2023年 配給作品『東京組曲2020』公開。オムロ発行で「フィルムメーカーズ24 ホン・サンス」（責任編集筒井真理子）発売。
- 2024年 監督作品『また逢いましょう』撮影。配給協力作品『ひとつの空』公開。

## 映画

### 製作
- 1980年 『サテライト・オペレーション』 監督：松山和弘　製作総指揮（撮影・編集・出演も兼任）
- 1984年 『piece of mind』 監督：牧正之 製作（共同脚本・共同撮影・出演も兼任）
- 1994年 『ウィリアム・テロル,タイ・ブレイク』 監督：荻野洋一 製作（配給も兼任）
- 1995年 『冬の河童』 監督：風間志織 製作 ※ロッテルダム国際映画祭グランプリ（タイガー・アワード）、日本映画プロフェッショナル大賞新人監督賞受賞
- 1995年 『残雪』 監督：小林英彦 プロデュース（配給も兼任）
- 2002年 『血を吸う宇宙外伝・変身』 監督：佐々木浩久 ライン・プロデューサー（出演兼任）
- 2004年 『オパール』 監督：白尾一博 製作 ※未完成
- 2006年 『マスター・オブ・サンダー 決戦‼封魔龍虎伝』 監督：谷垣健治　製作委員会（製作出資）
- 2007年 『クローンは故郷をめざす』 監督：中嶋莞爾 協力（実質的な企画開発プロデューサー）※サンダンスNHK国際映像作家賞受賞、菊島隆三賞ノミネート
- 2014年 『リベンジポルノ』 監督：羽生研司 プロデューサー
- 2015年 『35歳の童貞男』 監督：吉行由実 プロデューサー ※DVD発売
- 2015年 『リベンジポルノ LOVE IS DEAD』 監督：羽生研司 プロデューサー ※DVD発売
- 2016年 『無伴奏』 監督：矢崎仁司 製作 ※サハリン国際映画祭審査員特別賞受賞
- 2016年 『リベンジポルノ PAINT IT BLACK』 監督：木部公亮 プロデューサー ※DVD発売
- 2016年 『レミングスの夏』 監督：五藤利弘 プロデューサー ※函館港イルミナシオン映画祭オーディエンス・アワード（観客賞）受賞
- 2016年 『侵略する発狂』 監督：佐々木浩久 プロデューサー（配給・出演も兼任）
- 2017年 『凶愛　デートレイプ』 監督：木部公亮 製作（カメオ出演も兼任） ※DVD発売
- 2017年 『佐藤敬子先生を探して』 監督：あがた森魚 プロデューサー ※函館港イルミナシオン映画祭上映
- 2019年 『嵐電』 監督：鈴木卓爾 企画・プロデュース ※TAMA映画賞最優秀作品賞、最優秀男優賞（井浦新）、高崎映画祭最優秀作品賞受賞、キネマ旬報ベスト・テン第9位、映画芸術ベストテン第4位、日本映画プロフェッショナル大賞ベストテン第8位、京都造形芸術大学KUAD PROJECT SHOWCASE 2019入賞
- 2021年 『信虎』 監督：金子修介 プロデューサー ※芸術選奨文部科学大臣賞（江川悦子）、マドリード国際映画祭最優秀監督賞、最優秀衣裳賞受賞、ローマ国際映画祭（FFI）外国語映画部門最優秀作品賞、最優秀助演女優賞（谷村美月）受賞。ロンドン国際映画祭（FFI）外国語映画部門最優秀男優賞（寺田農）受賞。ニース国際映画祭 外国語映画部門最優秀オリジナル脚本賞、最優秀VFX賞、ノイダ国際映画祭最優秀男優賞（寺田農）、最優秀撮影賞（上野彰吾）受賞。

### 監督
- 1980年 『シケン作品第一号』（製作・撮影も兼任）
- 1981年 『ホムルンクス』 （木上雅雄、松山和弘と共同、一部脚色・編集・主演も兼任）
- 1981年 『北山の冬』（製作・共同撮影・編集も兼任）
- 1983年 『澱 SEDIMENT』（脚本・編集も兼任）
- 1984年 『I wait…』（製作・原作・主演・編集も兼任）※パーソナル・フォーカス出品
- 1985年 『フォレスト・G・アッカーマン氏を追って』（製作・脚本・撮影・編集も兼任）※パーソナル・フォーカス出品
- 1985年 『精霊流し』（撮影・編集も兼任）※『嵐電』に一部引用
- 1985年 『信州魔界郷』（撮影・編集も兼任）
- 1985年 『VIRIDIAN ROAD』（製作＝牧正之、河村幸夫、尾曽功一と共同・脚本・編集・出演・主題歌作詞＝牧正之、福島衛と共同、歌も兼任）
- 1986年 『路傍の科学』（河村幸夫と共同、製作・共同撮影・共同編集・出演も兼任）
- 1986年 『夏の夜、冬の海』（製作・脚本・撮影・編集も兼任）※パーソナル・フォーカス出品
- 1986年 『中国好きな娘』（製作・脚本＝山川雅彦と共同・撮影・編集も兼任）
- 1986年 『影の人々』（製作・脚本・撮影・編集も兼任）
- 1987年 『みづうみ』（製作・脚本・撮影・編集も兼任）※パーソナル・フォーカス出品
- 1988年 『アスファルト作戦』（製作・脚本＝山川雅彦と共同・出演・編集も兼任）
- 1988年 『ひっこしやつれ』（製作・撮影・編集も兼任）※パーソナル・フォーカス出品
- 1989年 『生霊』（製作・撮影・編集も兼任）※パーソナル・フォーカス出品
- 1991年 『オメラスから歩み去る人々』（製作・撮影・編集・ナレーションも兼任）※パーソナル・フォーカス出品
- 2004年 『ぱんちらさま』 （製作も兼任）※未完成
- 2010年 『第3章』8ミリ版（製作・撮影も兼任）※パーソナル・フォーカス出品
- 2012年 『第3章』ビデオ版（製作・撮影も兼任）※2013年 函館港イルミナシオン映画祭出品
- 2020年 『比叡日記』（製作・脚本・出演も兼任）※2020年 京まちなか映画祭にて上映
- 2025年 『また逢いましょう』（製作も兼任）※2025年 大阪アジアン映画祭にて上映

### 出演
- 1984年 『TARGET：京都』 監督：若山佳三 主演 ※グリーンリボン賞技術賞
- 1986年 『A FINE PLOT』 監督：岡部克己 ダブル主演
- 1992年 『地獄の警備員』 監督：黒沢清
- 1996年 『歪んだ欲望 EMOTIONAL BLUE』監督：篠原哲雄 ※ビデオ作品　クレジットされているが、出演シーンはカット
- 2004年 『悪魔の刑事まつり』「刑事発狂」 監督：佐々木浩久
- 2004年 『Do Androids Dream of Electric Santa?』 監督：佐々木浩久＋谷垣健治 ※未公開
- 2004年 『ケータイ刑事 銭形泪』 2ndシリーズ 第22話「相棒を射殺せよ! ～催眠術殺人事件～」 監督：佐々木浩久　※テレビ作品
- 2005年 『スパイ道』 「万事順調よ」 監督：佐々木浩久
- 2009年 『東京少女 真野恵里菜』 監督：佐々木浩久 ※テレビ作品
- 2010年 『トカレフ2010　運命の撃鉄』 監督：木部公亮（共同脚本・制作部も兼任）※DVD作品
- 2010年 『AKiBa童貞ボーイズ』 監督：羽生研司（クレジットが誤植、制作進行も兼任）※DVD作品
- 2013年 『高速ばあば』 監督：内藤瑛亮
- 2024年 『一月の声に歓びを刻め』 監督：三島有紀子（エキストラだが、クレジットあり）

### 配給
- 1997年 『CLOSING TIME』 監督：小林政広（配給協力）
- 1997年 『HOBOS』 監督：熊澤尚人
- 1999年 『ローカルニュース』 監督：中村義洋
- 2000年 『花を摘む少女と虫を殺す少女』 監督：矢崎仁司
- 2002年 『ラストシーン』 監督：中田秀夫 共同配給：オズ ※芸術選奨文部科学大臣新人賞（中田秀夫）受賞
- 2004年 『Movie Box-ing』（「RUN-ing」 監督：大滝純、「自転少年」 監督：深川栄洋、「巡査と夏服」 監督：斉藤玲子）
- 2004年 『IZO』 監督：三池崇史（配給協力）配給：チームオクヤマ
- 2004年 『eiko』 監督：加門幾生（配給協力）
- 2004年 『キスとキズ』 監督：堀江慶（配給協力）配給：フューズ
- 2005年 『天上草原』 監督：サイフ/マイリース
- 2007年 『馬頭琴夜想曲』 監督：木村威夫（太秦所属時代）
- 2007年 『レター　僕を忘れないで』 監督：パウーン・チャンタラシリ（太秦所属時代）共同配給：IMX
- 2013年 『食卓の肖像』 監督：金子サトシ 共同配給：『食卓の肖像』上映委員会 ※キネマ旬報文化映画ベスト・テン第10位（公開前の決定）
- 2015年 『ニート・オブ・ザ・デッド』 監督：南木顕生
- 2015年 『遺言』 監督：木部公亮（出演も兼任）
- 2015年 『3泊4日、5時の鐘』監督：三澤拓哉 共同配給：和エンタテインメント
- 2022年 『森のムラブリ インドシナ最後の狩猟民』監督：金子遊 共同配給：幻視社
- 2023年 『東京組曲2020』監督：三島有紀子 ＊チョンジュ国際映画祭出品
- 2024年 『ひとつの空』監督：遠藤一平（配給協力） 配給：ボーダレスナイン、PEEPS

### 宣伝
- 1989年 『末代皇帝』 （ギャガ・コミュニケーションズ）※ビデオ発売
- 1989年 『グッドバイ』 監督：加藤哲
- 1990年 『ウディ・アレンの重罪と軽罪』 監督：ウディ・アレン（ワーナー・ブラザース）
- 1990年 『ホワイトハンター ブラックハート』 監督：クリント・イーストウッド（ワーナー・ブラザース）
- 1992年 『シーズン・オフ』 監督：中原俊（ジャパンホームビデオ）
- 1993年 『アダダ』 監督：イム・グォンテク （アジア映画社/ジューン企画）
- 1993年 『部屋 THE ROOM』 宣伝協力 監督：園子温（アンカーズ・プロダクション）
- 1993年 『ベティ・ブルー インテグラル〈完全版〉』 監督：ジャン＝ジャック・ベネックス（ギャガ・コミュニケーションズ）
- 1993年 『ぼのぼの』 監督：いがらしみきお（ギャガ・コミュニケーションズ）
- 1993年 『リキッド•ドリーム』 監督：マーク・マノス（FCE）
- 1994年 『妻はフィリピーナ』 宣伝協力（万福寺シネマ）
- 1994年 『屋根裏の散歩者』 監督：実相寺昭雄（バンダイビジュアル）
- 1994年 『押繪と旅する男』 監督：川島透（バンダイビジュアル）
- 1994年 『スリー・オブ・ハーツ』（ギャガ・コミュニケーションズ）
- 1995年 『三たびの海峡』 監督：神山征二郎（アルゴ・ピクチャーズ）配給＝松竹
- 1995年 『北斗の拳』 （東映ビデオ）
- 1995年 『東京兄妹』 監督：市川準（ギャガ・コミュニケーションズ） ※キネマ旬報ベスト・テン第2位
- 1995年 『301・302』（カルチュア・パブリッシャーズ）
- 1996年 『チンピラ』 監督：青山真治（ゼアリズ）
- 1996年 『LUNATIC』 監督：サトウトシキ（エクセレントフィルム）
- 1996年 『ロシア52人虐殺犯　チカチーロ』（カルチュア・パブリッシャーズ）
- 1996年 『薔薇ホテル』 監督：斎藤耕一（ゼアリズ）
- 1997年 『マザー、サン』 監督：アレクサンドル・ソクーロフ（パンドラ）
- 1997年 『豚が井戸に落ちた日』 監督：ホン・サンス（パンドラ）
- 1997年 『美乳大作戦メスパイ』 監督：河崎実（東映ビデオ）
- 1997年 『秋桜（コスモス）』 監督：すずきじゅんいち（エースピクチャーズ＝全国映画センター＝「秋桜」製作委員会）
- 1998年 『D坂の殺人事件』 監督：実相寺昭雄 （東京テアトル）
- 1998年 『ダウンタウン・シャドー』 監督：チャン・シウチョン（キングレコード＝丸紅＝ツイン）
- 1999年 『Soundtrack』 監督：二階健（ギャガ・コミュニケーションズ）
- 1999年 『猿の惑星』 監督：フランクリン・J・シャフナー（ギャガ・コミュニケーションズ）リバイバル
- 1999年 『ワン・ナイト・スタンド』 監督：マイク・フィギス（ギャガ・コミュニケーションズ）
- 2000年 『発狂する唇』 監督：佐々木浩久 （オメガ・プロジェクト）
- 2001年 『血を吸う宇宙』 監督：佐々木浩久（オメガ・ピクチャーズ）
- 2001年 『ダンジョン&ドラゴン』（ギャガ・コミュニケーションズ）
- 2001年 『修羅雪姫』 製作宣伝 監督：佐藤信介（東京テアトル＝ザナドゥー）
- 2002年 『もうひとりいる』 監督：柴田一成（キングレコード）
- 2002年 『群青の夜の羽毛布』 監督：磯村一路（ギャガ・コミュニケーションズ）
- 2002年 『カタクリ家の幸福』 監督：三池崇史（松竹）
- 2003年 『ホーム・スイートホーム2　日傘の来た道』監督：栗山富夫（シネマエンジェル）製作宣伝
- 2003年 『蒸発旅日記』 監督：山田勲男（ワイズ出版）
- 2003年 『許されざる者』 監督：三池崇史（シネマパラダイス）
- 2003年 『ROCKERS』 製作宣伝　監督：陣内孝則（ギャガ・コミュニケーションズ）
- 2004年 『歌舞伎町案内人』 監督：張加貝（キネマモーションピクチャーズ）
- 2006年 『13の月』 監督：池内博之（株式会社シェア）（太秦所属時代）
- 2010年 『あなたがいてこそ』 監督：S・S・ラージャマウリ（太秦）
- 2010年 『バードシャー　テルグの皇帝』 監督：シュリーヌ・ヴァイトラ（太秦）
- 2013年 『今日子と修一の場合』 監督：奥田瑛二（彩プロ）

### 映画祭・イベント
- 1996年 『篠原哲雄小事典』（篠原哲雄小事典編纂委員会）企画制作・宣伝・パンフレット編集
- 1996年 - 1998年 『函館山ロープウェイ映画祭』東京事務局
- 1997年 『第1回京都映画祭』 東京広報事務所
- 1997年 『彩の国さいたま中国映画祭』（埼玉県）（第１回）宣伝
- 1997年 『超イケてる監督 河崎実の傑作大全集！』 (リバー・トップ）企画・宣伝
- 1999年 『第２回京都映画祭』 東京広報事務所
- 1999年 - 2005年 『函館港イルミナシオン映画祭』（「函館山ロープウェイ映画祭」改称）東京事務局
- 2000年 『追悼・宮川一夫 光と影による映画史』（三百人劇場）企画・宣伝
- 2002年 『夢幻彷徨 映画美術監督・木村威夫の世界』（川崎市市民ミュージアム）企画協力
- 2006年 「ニュージーランド映画祭2006」宣伝（太秦所属時代）
- 2006年 「美の改革者 武智鉄二全集」（彩プロ）宣伝（太秦所属時代）
- 2015年 長門洋平トークショー「映画と音楽の深いお話」（大阪・ワイルドバンチ）
- 2021年 勅使河原宏特集 企画（シネマヴェーラ渋谷）
- 2021年 熊井啓特集 企画（新・文芸坐）
- 2022年 石田民三小特集 企画（国立映画アーカイブ）

### その他
2022年 『ヒゲの校長』監督：谷進一 編集アドバイザー
2024年 『つぎとまります』監督：片岡れいこ 企画協力

## 出版

### 編著
- 1997年 『映畫読本　溝口健二』（佐相勉・西田宣善編/フィルムアート社）

### 発行（発行=オムロ）
- 2003年 『アニメーターズ① カレル・ゼマン』（発売＝日本出版社）
- 2013年 『溝口健二著作集』（発売＝キネマ旬報社）企画編集も ※日本図書館協会選定図書、イタリア語版も出版予定
- 2016年 『映画「無伴奏」フォトブック』
- 2017年 『南木顕生遺稿集』
- 2023年 『フィルムメーカーズ24 ホン・サンス』（責任編集=筒井真理子）企画編集も

### 編集など　特記ないものは編集担当
- 1988年 『日本映画テレビ監督全集（キネマ旬報社）
- 1988年 環太平洋映画祭パンフレット（ぴあ）
- 1991年 『映画ビデオイヤーブック1991』（キネマ旬報社）
- 1991年 『黒澤明集成Ⅱ』（キネマ旬報社）
- 1991年 『溝口健二集成』（キネマ旬報社）日本図書館協会選定図書
- 1992年 『映画ビデオイヤーブック1992』（キネマ旬報社）
- 1993年 『小津安二郎集成Ⅱ』 （キネマ旬報社）
- 1993年 『シネファージュ』 アジア映画特集（フランス・シネファージュ社）日本映画のコーディネート
- 1993年 『黒澤明集成Ⅲ』（キネマ旬報社）神田三省堂書店映画書年間売り上げベスト・ワン
- 1993年 『ユリイカ』 特集溝口健二（青土社）執筆：西田宣善（原稿の一部がフランス版 「カイエ・ デュ・シネマ」に転載）
- 1994年 『ベスト・オブ・キネマ旬報』上・下（キネマ旬報社）プロデュース
- 1994年 キネマ旬報増刊『小津と語る』（キネマ旬報社）
- 1995年 キネマ旬報増刊『日本映画オールタイム・ベストテン』（キネマ旬報社）
- 1995年 キネマ旬報増刊『世界映画オールタイム・ベストテン』（キネマ旬報社）神田三省堂書店映画書年間売り上げベスト・ワン
- 1995年 キネマ旬報増刊『宮崎駿、高畑勲とスタジオジブリのアニメーションたち』（キネマ旬報社）
- 1995年 『映画・ビデオイヤーブック1995』（キネマ旬報社）
- 1996年 『映画・ビデオイヤーブック1996』（キネマ旬報社）
- 1997年 『成瀬巳喜男　日常のきらめき』（スザンネ・シェアマン著/キネマ旬報社）
- 1997年 『日本映画人名事典・監督篇』 自主映画のパート（キネマ旬報社）
- 1997年 『フィルムメーカーズ1リュック・ベッソン』 (責任編集=大林千茱萸)(キネマ旬報社）
- 1997年 『映画・ビデオイヤーブック1997』（キネマ旬報社）
- 1997年 『HK ORIENT EXTREME CINEMA』（フランス発行アジア映画専門雑誌）日本の特派記事執筆：西田宣善
- 1998年 『映画・ビデオイヤーブック1998』（キネマ旬報社）
- 1998年 『INTERVIEW　映画の青春』（発行=京都府京都文化博物館、発売=キネマ旬報社
- 1998年 『フィルムメーカーズ2北野武』（責任編集=淀川長冶）（キネマ旬報社）
- 1998年 『フィルムメーカーズ３クエンティン・タランティーノ』（責任編集=小出幸子）（キネマ旬報社）企画
- 1998年 『フィルムメーカーズ4ジェームズ・キャメロン』（責任編集=石上三登志）（キネマ旬報社）
- 1998年 『フィルムメーカーズ5コーエン兄弟』（責任編集=ロバート・ハリス）（キネマ旬報社）企画
- 1999年 『フィルムメーカーズ6 宮崎駿』（責任編集=養老孟司）（キネマ旬報社）企画
- 1999年 『フィルムメーカーズ7 デイヴィッド・リンチ』（責任編集=滝本誠）（キネマ旬報社）企画
- 1999年 『フィルムメーカーズ8 スタンリー・キューブリック』（責任編集=巽孝之）（キネマ旬報社）企画
- 1999年 『フィルムメーカーズ9 大島渚』（責任編集=田中千世子）（キネマ旬報社）企画
- 1999年 第2回京都映画祭公式カタログ
- 1999年 エスクァイア臨時増刊「それゆけ！オースティン・パワーズ　やっぱりボクらはおバカ好き！」（エスクァイアマガジンジャパン）
- 1999年 『映画・ビデオイヤーブック1999』（キネマ旬報社）
- 2000年 『フィルムメーカーズ10 ティム・バートン』（責任編集=柳下毅一郎）（キネマ旬報社）
- 2000年 『フィルムメーカーズ11 ヴィム・ヴェンダース』（責任編集=青山真治）（キネマ旬報社）企画
- 2000年 『フィルムメーカーズ12 ジョン・ウー』（責任編集=宇田川幸洋）（キネマ旬報社）企画
- 2000年 『フィルムメーカーズ13クリント・イーストウッド』（責任編集=稲川方人）（キネマ旬報社）
- 2000年 『撮影監督・宮川一夫の世界 光と影の映画史」（キネマ旬報社）
- 2000年 エスクァイア3月号「恐怖の館へ、ご招待。」 Scary Movies 86 血も凍るビデオカタログ。 構成
- 2001年 『黒澤明　天才の苦悩と創造』（責任編集＝野上照代）（キネマ旬報社）
- 2001年 『フィルムメーカーズ14 ウォン・カーウァイ』（責任編集=小倉エージ）（キネマ旬報社）企画
- 2001年 『フィルムメーカーズ15竹中直人』（責任編集=忌野清志郎）（キネマ旬報社）
- 2001年 『フィルムメーカーズ16 リドリー・スコット』（責任編集=風間賢二）（キネマ旬報社）企画
- 2001年 『MY SWEET ANIME 私のお気に入りアニメ』（エスクァイア マガジン ジャパン）
- 2001年 - 2002年 『C+（シープラス）』 1号、2号（日本出版社）企画
- 2002年 『映画人』（辰巳出版）編集長
- 2002年 『仲根かすみ主演「八月の幻」フォト・ストーリーブック』（竹書房）
- 2005年 『山田洋次・作品クロニクル 『二階の他人』から『隠し剣 鬼の爪』まで』（ぴあ）執筆
- 2009年 『俳優座養成所卒業生たちのいま』（今井康夫）執筆（ノークレジット）
- 2012年 『外国映画に愛をこめて 外配協の50年』（外国映画輸入配給協会）封切リスト作成
- 2019年 『フィルムメーカーズ18 スティーヴン・スピルバーグ』（責任編集＝南波克行）（宮帯出版社）企画編集
- 2019年 『フィルムメーカーズ19 ギジェルモ・デル・トロ』（責任編集＝大森望）（宮帯出版社）企画編集
- 2019年 『小説嵐電』（木俣冬著）（宮帯出版社）企画
- 2019年 『フィルムメーカーズ20 大林宣彦』（責任編集＝樋口尚文）（宮帯出版社）企画編集
- 2019年 『生誕100年記念 異端の天才 キム・ギヨン』（アジア映画社）
- 2020年 『フィルムメーカーズ21 ジャン＝リュック・ゴダール』（責任編集＝佐々木敦）（宮帯出版社）企画編集
- 2021年 『フィルムメーカーズ22 勅使河原宏』（責任編集＝友田義行）（宮帯出版社）企画編集
- 2023年 『フィルムメーカーズ23 熊井啓』（責任編集＝奥田瑛二）（宮帯出版社）企画編集